# George Cheung
George Kee Cheung (ur. 8 lutego 1949 w Hongkongu) – hongkoński aktor, kaskader i wokalista, znany ze swojej działalności aktorskiej (głównie telewizyjnej) na terenie Stanów Zjednoczonych.
Karierę w branży filmowej kontynuuje od połowy lat 70. XX wieku. Najbardziej kojarzony jest jako kapitan Tay, bezlitosny wietnamski wojskowy, torturujący amerykańskiego żołnierza Johna Rambo, w kultowym filmie akcji Rambo II (Rambo: First Blood Part II, 1985). Wystąpił w blisko stu produkcjach z gatunku akcji.
W 2014 ukazał się film akcji The Interrogation of Muscular P.O.W. Cheung wcielił się w nim w rolę bliską tej, którą odegrał w Rambo II; zagrał sadystycznego generała, który poddaje torturom schwytanego w trakcie misji komandosa (w tej roli kulturysta Witalij Rudakowski).